# Матс Виландер
Матс Виландер (швед. Mats Wilander; Векше, 22. август 1964) је бивши професионални тенисер из Шведске, који је својевремено заузимао и прву позицију на АТП листи.

## Каријера
У каријери је освојио седам Гренд слем титула у појединачној, и једну (Вимблдон) у конкуренцији мушких парова. Појединачно, једини Гренд слем који није освојио је управо Вимблдон. Три од седам Гренд слем титула освојио је 1988, а освајао је Отворено првенство Аустралије три пута, Отворено првенство Француске такође три пута, и једном Отворено првенство САД. Будући да се тада Отворено првенство Аустралије играло на травнатим теренима, Матс Виландер је један од три тенисера (то су још Џими Конорс и Андре Агаси) који су освајали Гренд слем титуле на све три подлоге (трава, шљака и тврда). У каријери је освојио 33 титуле.
Током 2007. године је тренирао тенисерку Татјану Головин, а тренирао је њеног земљака Пола-Андрија Матјеа. Ради као коментатор тениских мечева, и заједно са Барбаром Шет коментарише мечеве и интервјуише тенисере током Гренд слем турнира.

## Гренд слем финала

### Победник (7)
| Година | Турнир                            | Подлога | Противник     | Резултат                |
| 1982.  | Отворено првенство Француске      | Шљака   | Гиљермо Вилас | 1–6, 7–6, 6–0, 6–4      |
| 1983   | Отворено првенство Аустралије     | Трава   | Иван Лендл    | 6–1, 6–4, 6–4           |
| 1984   | Отворено првенство Аустралије (2) | Трава   | Кевин Карен   | 6–7, 6–4, 7–6, 6–2      |
| 1985   | Отворено првенство Француске (2)  | Шљака   | Иван Лендл    | 3–6, 6–4, 6–2, 6–2      |
| 1988   | Отворено првенство Аустралије (3) | Тврда   | Пет Кеш       | 6–3, 6–7, 3–6, 6–1, 8–6 |
| 1988   | Отворено првенство Француске (3)  | Шљака   | Анри Леконт   | 7–5, 6–2, 6–1           |
| 1988   | Отворено првенство САД            | Тврда   | Иван Лендл    | 6–4, 4–6, 6–3, 5–7, 6–4 |

### Финалиста (4)
| Година | Турнир                           | Подлога | Противник     | Резултат           |
| 1983.  | Отворено првенство Француске     | Шљака   | Јаник Ноа     | 6–2, 7–5, 7–6      |
| 1985.  | Отворено првенство Аустралије    | Трава   | Стефан Едберг | 6–4, 6–3, 6–3      |
| 1987.  | Отворено првенство Француске (2) | Шљака   | Иван Лендл    | 7–5, 6–2, 3–6, 7–6 |
| 1987   | Отворено првенство САД           | Тврда   | Иван Лендл    | 6–7, 6–0, 7–6, 6–4 |

## АТП Мастерс титуле (8)
| - 1983: Монте Карло мастерс - 1983: Синсинати мастерс - 1984: Синсинати мастерс - 1986: Синсинати мастерс | - 1987: Монте Карло мастерс - 1987: Рим мастерс - 1988: Мајами мастерс - 1988: Синсинати мастерс |